# ليلا كابوت بيري
ليلا كابوت بيري (13 يناير 1848-28 فبراير 1933)، فنانة أمريكية عملت بالأسلوب الانطباعي الأمريكي، قدمت صورًا ومناظر طبيعية بطريقة حرة لمعلمها كلود مونيه. كانت بيري من أوائل المدافعين عن الأسلوب الانطباعي الفرنسي وساهمت في استقباله في الولايات المتحدة. تشكلت أعمال بيري المبكرة من خلال دراستها في مدرسة بوسطن للفنانين وأسفارها في أوروبا واليابان. تأثرت أيضًا تأثرًا ملحوظًا بفلسفات رالف والدو إمرسون وصداقتها مع كاميل بيسارو. على الرغم من أن بيري لم تتلق تدريبًا رسميًا حتى سن السادسة والثلاثين، إلا أن عملها مع فنانين من الحركات الانطباعية والواقعية والرمزية والواقعية الاجتماعية الألمانية أثرت تأثيرًا كبيرًا على أسلوب عملها.

## حياتها المبكرة
ولدت ليديا (ليلا) كابوت في 13 يناير 1848 في بوسطن، ماساتشوستس. كان والدها د. صموئيل كابوت الثالث، جراح متميز، والدتها هانا لويل جاكسون كابوت. كانت الأكبر بين ثمانية أطفال، ثلاثة منهم، صموئيل كابوت الرابع (مواليد 1850)، آرثر تريسي كابوت (مواليد 1852)، جراح، وجودفري لويل كابوت (مواليد 1861)، مؤسس شركة كابوت. كانت عائلتها بارزة في مجتمع بوسطن، وكان من بين أصدقاء العائلة لويزا ماي ألكوت، ورالف والدو إيمرسون، وجيمس راسل لويل. كانت ابنة لويل وابنة عم ليلا، مابل، رفيقة حميمة.
درست بيري الأدب واللغة والشعر والموسيقى وعقدت جلسات رسم غير رسمية مع أصدقائها. عندما كانت طفلة كانت تستمتع أيضًا بقراءة الكتب وممارسة الرياضة في الهواء الطلق. كانت بيري تبلغ من العمر ثلاثين عامًا عندما بدأت الحرب الأهلية. كان والداها متحمسين لإلغاء عقوبة الإعدام وقاموا بدور نشط في المجهود الحربي من خلال توفير الرعاية للجنود الجرحى والمساعدة في حماية العبيد الهاربين. في السابعة عشرة، عندما انتهت الحرب الأهلية، انتقلت بيري مع عائلتها إلى مزرعة في كانتون، ماساتشوستس إذ تشكلت الكثير من اهتماماتها المبكرة في المناظر الطبيعية. سافرت مع والديها عام 1867 إلى أوروبا حيث درست الرسم.

## زواجها
في 9 أبريل 1874، تزوجت من توماس الرقيب بيري، وهو عالم لغوي وخريج جامعة هارفارد. كان عمه الأكبر ماثيو سي بيري، عميد البحرية في البحرية الأمريكية. كان للزوجين ثلاث بنات: مارغريت (1876) وإديث (1880) وأليس (1884). 

## التعليم والوظيفة المبكرة
أكملت ما يعتبر أقدم لوحة معروفة لها، صورة طفل رضيع (مارغريت بيري) يعود تاريخها إلى 1877 إلى 1878. هذا العمل مستوحى من الإلهام الذي سيشغل الكثير من أعمالها الفنية طوال حياتها المهنية — أطفالها.

### بوسطن
في عام 1884 بدأت بيري تدريبها الفني الرسمي مع رسام البورتريه ألفريد كوينتون كولينز. درس كولينز في أكاديمية جوليان في باريس تحت إشراف ليون بونات. بيري للمبتدئين، 1885-1886، أول عمل أنجزته تحت إشراف رسمي.
في عام 1885، توفي والد بيري وترك لها ميراثًا سمح لها بدراسة الفن بجدية أكبر. في يناير 1886، بدأت الدراسة مع روبرت فونوه، وهو فنان عمل في الأسلوب الانطباعي في جريز سور لوينج في فرنسا. أخذت دروسًا مع المدرب دينيس بنكر في مدرسة كاولز للفنون في بوسطن بداية من نوفمبر 1886. قام كاولز بتعليم طلابه النظريات الليبرالية في إنشاء الفن الواقعي — النظريات التي استجابت لها بيري بشكل كبير.

### باريس
حصلت على أموال كافية للسفر إلى أوروبا من الدرجة الأولى في يونيو 1887. انتقل آل بيري إلى باريس في ذلك العام. التحقت بيري بأكاديمية كولاروسي، حيث عملت مع جوستاف كورتوا وجوزيف بلانك. درست مع فيليكس بورشاردت، الرسام الألماني. بالإضافة إلى تلقيها تدريبًا أكاديميًا رسميًا، أمضت بيري الكثير من وقتها في دراسة الأساتذة القدامى في المتاحف مع برنارد بيرينسون، الناقد الفني وصديق زوجها. سافرت أيضًا إلى إسبانيا لنسخ الأعمال في متحف ديل برادو.
في عام 1888 سافرت بيري إلى ميونيخ حيث درست مع الواقعي الاجتماعي الألماني فريتز فون أودي. كان لمعالجة أودي للموضوع واستخدامه للألوان تأثير ديناميكي على عمل بيري. بحلول خريف عام 1888، عادت بيري إلى باريس. درست في أكاديمي جوليان مع توني روبرت فلوري.
جعل نجاح بيري في عام 1889 من الممكن لها أن تكون واحدة من القلائل المختارة المقبولين في صف ألفريد ستيفنز في باريس. أثناء وجودها في باريس، أصبحت صديقة لماري كاسات وكاميل بيسارو وكلود مونيه.

## المسار المهني

### جيفرني
في عام 1889، التقت بيري لأول مرة بعمل كلود مونيه في معرض جورج بيتي. مستوحاة من عمله، أمضى آل بيري الصيف التالي في جيفرني، حيث عاش مونيه، من أجل تعريف ليلا على مزيد من أسلوب الانطباعيين. بين عامي 1889 و 1909 أمضت بيري تسعة فصول صيف في جيفرني. هنا وجدت نفسها بالكامل كفنانة. خلال فترة وجودها في جيفرني، شكلت صداقة وثيقة مع كلود مونيه الذي ألهم عملها بشكل كبير التعامل الانطباعي مع اللون والضوء. بالإضافة إلى ذلك، عملت أيضًا مع كادر من الفنانين الأمريكيين الذين وجدوا طريقهم إلى جيفرني بما في ذلك ثيودور روبنسون وجون ليزلي بريك وثيودور إيرل بتلر.

### العودة إلى بوسطن
اكتسبت مهنة بيري الفنية معنى جديدًا عندما عادت إلى بوسطن. لم تكن راضية عن الرسم بالأسلوب الجديد الذي اكتسبته عندما كانت في الخارج. أكثر من ذلك، كانت مصدر إلهامها لتعزيز حقيقة جديدة في الرسم في مجتمع الفن في بوسطن الذي لم يستجيب للأنماط الانطباعية الجديدة. في عام 1890، ساعدت بيري في تنظيم أول معرض عام للمناظر الطبيعية لجون بريك في نادي سانت بوتولف.
فازت بيري بالميدالية الفضية في عام 1892 معرض لجمعية ميكانيكي ماساتشوستس الخيرية. في عام 1893 تم اختيارها لتمثيل ماساتشوستس في المعرض الكولومبي العالمي في شيكاغو، إلينوي. عرضت بيري سبعة أعمال في المعرض.
في عام 1894، حققت بيري نجاحًا آخر عندما عُرضت لوحاتها الانطباعية في بوسطن في نادي سانت بوتولف مع فنانين آخرين بما في ذلك إدموند سي تاربيل (1862-1938) وفيليب ليزلي هيل (1865-1931) وثيودور ويندل (1859-1932)، فريدريك بورتر فينتون (1846-1911)، وداوسون داوسون واتسون (1864-1939). لم يكشف هذا المعرض عن قبول عمل بيري في أمريكا فحسب، بل أثبت أيضًا أن الانطباعية بدأت أخيرًا في القبول كشكل فني خارج أوروبا. كما أقامت معرضًا لأعمال مونيه في جمعية طلاب الفنون في بوسطن في ذلك العام.
بين عامي 1894 و 1897، حقق عمل بيري شهرة دولية. لم تكن قادرة على عرض أعمالها في بوسطن فحسب، بل عرضت أيضًا بانتظام في أماكن مختلفة خلال هذا الوقت. في عام 1897، أقيم معرض آخر لبيري في نادي سانت بوتولف، إذ قال ناقد في بوسطن عن عملها: السيدة بيري هي واحدة من أكثر الرسامين الطبيعيين الذين نعرفهم ... يجب أن تؤخذ هذه اللوحات على محمل الجد. على عكس معرضها السابق في نفس الموقع، كانت بيري هذه المرة تعرض أعمالها في عرض فردي. أظهر هذا المعرض اتساع نطاق إنجازات بيري الفنية حتى هذه النقطة بما في ذلك الصور الانطباعية والمناظر الطبيعية.